# 岗察藏族乡
岗察藏族乡是中华人民共和国青海省海东市循化撒拉族自治县下辖的一个民族乡。

## 行政区划
岗察藏族乡下辖以下村级行政区划单位：
岗察村、卡索村和苏化村。